# I Want Your Sex
I Want Your Sex is een nummer van George Michael. Het nummer werd uitgegeven als eerste single van zijn solodebuutalbum Faith. Ook is het nummer te vinden op de soundtrack van de film Beverly Hills Cop II.

## Achtergrond
I Want Your Sex werd vanwege zijn suggestieve titel en songtekst geweerd van verschillende radiozenders in de Verenigde Staten en Groot-Brittannië. De videoclip bij het nummer werd op muziekzender MTV alleen 's nachts getoond vanwege de vermeende naaktheid van Kathy Jeung, die in de clip te zien is. De tegenstand tegen het nummer was compleet tegen de bedoelingen van Michael in. Hij had met de clip en het nummer geen promiscue seks willen tonen, maar juist dat "de daad" een mooi iets was zolang er monogaam gespeeld werd. De negen minuten durende versie die op het album te vinden is heeft zelfs de ondertitel "Monogamy Mix".
Vele radiozenders draaiden een gecensureerde versie van het nummer, met de titel "I Want Your Love". Het woord "love" werd steeds gebruikt als vervanging van "sex".
De 12"-versie duurt iets meer dan dertien minuten en bestaat uit drie delen: "Rhythm 1 Lust" (de single), "Rhythm 2 Brass In Love" en "Rhythm 3 A Last Request". Ook deze mix staat bekend als "The Monogamy Mix". Op de 7"-single stond "Rhythm 1" op de A-kant en "Rhythm 2" op de B-kant. De albumversie bestaat uit "Rhythm 1" en "2".

## Tracklist

### 7"-single (VK)
1. "I Want Your Sex" (Rhythm 1: Lust) - 4:44
2. "I Want Your Sex" (Rhythm 2: Brass In Love) - 4:43

### 12"-single (VK)
1. "I Want Your Sex" (Monogamy Mix)" - 13:12
2. "Hard Day" - 4:51

### Cd-single (VK)
1. "I Want Your Sex" (Monogamy Mix)" - 13:12

### Cd-single (uitgebracht in 1989)
1. "I Want Your Sex" (Parts 1 & 2) - 9:13
2. "A Different Corner" - 3:59
3. "Careless Whisper" (Extended mix) - 6:30

## Hitnoteringen

### Nederlandse Top 40
| Hitnotering: 13-06-1987 t/m 29-08-1987 | Hitnotering: 13-06-1987 t/m 29-08-1987 | Hitnotering: 13-06-1987 t/m 29-08-1987 | Hitnotering: 13-06-1987 t/m 29-08-1987 | Hitnotering: 13-06-1987 t/m 29-08-1987 | Hitnotering: 13-06-1987 t/m 29-08-1987 | Hitnotering: 13-06-1987 t/m 29-08-1987 | Hitnotering: 13-06-1987 t/m 29-08-1987 | Hitnotering: 13-06-1987 t/m 29-08-1987 | Hitnotering: 13-06-1987 t/m 29-08-1987 | Hitnotering: 13-06-1987 t/m 29-08-1987 | Hitnotering: 13-06-1987 t/m 29-08-1987 | Hitnotering: 13-06-1987 t/m 29-08-1987 | Hitnotering: 13-06-1987 t/m 29-08-1987 |
| Week                                   | 1                                      | 2                                      | 3                                      | 4                                      | 5                                      | 6                                      | 7                                      | 8                                      | 9                                      | 10                                     | 11                                     | 12                                     |                                        |
| -------------------------------------- | -------------------------------------- | -------------------------------------- | -------------------------------------- | -------------------------------------- | -------------------------------------- | -------------------------------------- | -------------------------------------- | -------------------------------------- | -------------------------------------- | -------------------------------------- | -------------------------------------- | -------------------------------------- | -------------------------------------- |
| Nummer                                 | 38                                     | 14                                     | 9                                      | 2                                      | 1                                      | 1                                      | 1                                      | 4                                      | 6                                      | 11                                     | 20                                     | 31                                     | uit                                    |

### Nationale Hitparade Top 100
| Hitnotering: 13-06-1987 t/m 19-09-1987 | Hitnotering: 13-06-1987 t/m 19-09-1987 | Hitnotering: 13-06-1987 t/m 19-09-1987 | Hitnotering: 13-06-1987 t/m 19-09-1987 | Hitnotering: 13-06-1987 t/m 19-09-1987 | Hitnotering: 13-06-1987 t/m 19-09-1987 | Hitnotering: 13-06-1987 t/m 19-09-1987 | Hitnotering: 13-06-1987 t/m 19-09-1987 | Hitnotering: 13-06-1987 t/m 19-09-1987 | Hitnotering: 13-06-1987 t/m 19-09-1987 | Hitnotering: 13-06-1987 t/m 19-09-1987 | Hitnotering: 13-06-1987 t/m 19-09-1987 | Hitnotering: 13-06-1987 t/m 19-09-1987 | Hitnotering: 13-06-1987 t/m 19-09-1987 | Hitnotering: 13-06-1987 t/m 19-09-1987 | Hitnotering: 13-06-1987 t/m 19-09-1987 | Hitnotering: 13-06-1987 t/m 19-09-1987 |
| Week                                   | 1                                      | 2                                      | 3                                      | 4                                      | 5                                      | 6                                      | 7                                      | 8                                      | 9                                      | 10                                     | 11                                     | 12                                     | 13                                     | 14                                     | 15                                     |                                        |
| -------------------------------------- | -------------------------------------- | -------------------------------------- | -------------------------------------- | -------------------------------------- | -------------------------------------- | -------------------------------------- | -------------------------------------- | -------------------------------------- | -------------------------------------- | -------------------------------------- | -------------------------------------- | -------------------------------------- | -------------------------------------- | -------------------------------------- | -------------------------------------- | -------------------------------------- |
| Nummer                                 | 20                                     | 14                                     | 2                                      | 2                                      | 2                                      | 1                                      | 3                                      | 4                                      | 4                                      | 6                                      | 19                                     | 27                                     | 36                                     | 56                                     | 81                                     | uit                                    |